# Dario Stefano
Dario Stefano (pronuncia /steˈfano/; Scorrano, 2 agosto 1963) è un politico italiano.

## Biografia
Originario di Otranto, vive a Lecce. Laureato in economia, manager e docente presso l'Università di Lecce, ricopre l'incarico di Presidente dell'Associazione Industriali di Lecce per 2 mandati e di componente di Giunta di Confindustria Puglia. È vicepresidente della Fondazione Italia USA.

## Attività politica

### Prima elezione in Consiglio regionale
Consigliere regionale dal 2005, viene eletto come indipendente nelle liste de La Margherita. È stato capogruppo di maggioranza nel Consiglio regionale della Puglia a sostegno della prima Giunta del Presidente Vendola (Rifondazione Comunista). Primo degli eletti della lista in Puglia, è stato chiamato prima a presiedere la IV Commissione permanente Sviluppo Economico e poi in Giunta.

### Assessorato
Nel 2009, sul finire della consiliatura, a seguito di un rimpasto della Giunta di Nichi Vendola, viene nominato Assessore alle Risorse Agroalimentari, assumendo, di conseguenza, il coordinamento a Roma della Commissione Politiche Agricole nella Conferenza Stato - Regioni.

### La Puglia per Vendola e "La Puglia in Più"
Nel 2010, con 11.000 preferenze, viene rieletto consigliere regionale con la lista civica La Puglia per Vendola dell'omonimo movimento di cui egli stesso è promotore.
Viene confermato Assessore alle Risorse Agroalimentari della Regione Puglia.
Il Movimento, organizzatosi negli anni successivi sul territorio, è successivamente rinominato "La Puglia in Più" e Dario Stefàno ne diventa Presidente.

### Elezione a senatore
In vista delle elezioni politiche del 2013, il Movimento "La Puglia in più" stringe un accordo elettorale con SEL, il partito di Nichi Vendola. Dario Stefàno, dopo aver vinto le primarie per la selezione delle candidature, viene quindi candidato al Senato come capolista, da indipendente nella lista di Sinistra Ecologia Libertà nella circoscrizione Puglia, e risulta eletto senatore della XVII legislatura.
In Senato, si iscrive al Gruppo misto.
Il 5 giugno 2013 viene eletto Presidente della Giunta per le Elezioni, le Autorizzazioni e le Immunità del Senato della Repubblica.
Il 18 settembre 2013, dopo la bocciatura della relazione del senatore Andrea Augello (PdL), subentra come nuovo relatore sulla pratica della decadenza da senatore di Silvio Berlusconi.
Ha raccolto numerosi appunti del caso Berlusconi nel libro La Decadenza, curato dalla giornalista parlamentare Anna Laura Bussa, per Manni Editori.

### Candidato alle primarie in Puglia
Il 18 luglio 2014 si candida alle primarie del centrosinistra per la scelta del successore di Vendola come candidato al governo della Regione Puglia insieme all'ex sindaco di Bari Michele Emiliano (PD) e all'assessore Guglielmo Minervini (PD). Il 30 novembre 2014 si svolgono le primarie del centrosinistra e Stefàno, avendo ottenuto 42.216 preferenze (pari al 31,38%), si colloca dietro a Emiliano (57,18%) e stacca Minervini (11,44%).

### Noi a Sinistra per la Puglia
Nell'aprile 2015 è promotore di "Noi a Sinistra per la Puglia", progetto politico che riunisce sotto un nuovo simbolo SEL, La Puglia in Più, l'associazione Open di Guglielmo Minervini, e diverse espressioni che hanno partecipato attivamente all'esperienza vendoliana in Puglia. Noi a Sinistra per la Puglia elegge 4 consiglieri regionali.
Il 14 ottobre 2015, Stefàno, in Senato, costituisce la componente "La Puglia in Più" all'interno del Gruppo misto, restando all'opposizione.
Il 3 marzo 2016 Stefàno annuncia che non aderirà a Sinistra Italiana, nata dalle ceneri di SEL, e muta il nome della sua componente in seno al Gruppo misto del Senato in "Movimento la Puglia in Più".
Il 14 dicembre 2016 (insieme all'altro senatore ex-SEL Luciano Uras) vota la fiducia al Governo Gentiloni, entrando quindi nella maggioranza.

### Partito Democratico
Alle elezioni politiche del 2018 è candidato al Senato della Repubblica, nel collegio uninominale di Lecce sostenuto dalla coalizione di centro-sinistra e capolista del Partito Democratico nel collegio plurinominale Puglia 02, dove viene eletto.
A marzo 2019 viene eletto nella direzione nazionale del Partito Democratico. A Palazzo Madama è vice capogruppo del PD fino al luglio 2020, quando viene eletto presidente della Commissione politiche dell'Unione europea.
Il 5 agosto 2021 si autosospende dal partito, in polemica con il sostegno di Michele Emiliano a Giuseppe "Pippi" Mellone, sindaco uscente di Nardò ricandidatosi alle elezioni comunali del 2021 (poi riconfermato con il 74% dei voti), da più parti ritenuto un esponente di estrema destra, con un passato in Azione giovani e contrapposto al candidato sindaco sostenuto dallo stesso PD Carlo Falangone. Il 5 maggio 2022, dopo un chiarimento con il segretario del PD Enrico Letta, rimuove l'autosospensione, tornando a svolgere a pieno titolo le funzioni di dirigente locale e nazionale del partito.
Il 14 agosto 2022 annuncia l'uscita dal Partito Democratico, in polemica con la linea politica condotta dal segretario del PD Enrico Letta.

## Opere
- La Decadenza. Il caso Berlusconi tra atti ufficiali, retroscena e manovre, Manni Editori, 2013, ISBN 9788862665421
- Turismo del vino in Italia. Storia, normativa e buone pratiche, Edagricole, 2020,